# Nipissing (ort i Ontario)
Nipissing är en kommun och ort i Kanada.   Den ligger i provinsen Ontario, i den sydöstra delen av landet, 300 km väster om huvudstaden Ottawa. Nipissing ligger 206 meter över havet och antalet invånare är 1 704.